# Звягінцев Ростислав Михайлович
Ростислав Михайлович Звягінцев (17 березня 1938 р, селище Кіровське, острів Сахалін — 21 червня 2016 р.).

## Життєпис
Закінчив Дніпропетровське художнє училище — викладачем був Микола Боровський, в 1967 — Київський державний художній інститут. Вчився у А. Пламеницького, В. Пузиркова, І. Тихого.
З 1968 року живе та працює в Києві; згодом переїхав до Рівного.
Брав участь у багатьох обласних, республіканських, всесоюзних та закордонних виставках.
Картини художника зберігаються в Львівському художньому, Херсонському краєзнавчому, Луганському обласному художньому, Рівненському історичному музеях, Українській академії мистецтв у Києві.
Його твори:
- «Хліби дозрівають» — 1962,
- «Голова» — 1967,
- «Тривожна молодість» — 1967,
- «На березі» — 1960-і,
- «Оленяр Камчатки» — 1975,
- «Підкорена висота» 1980,
- «Натюрморт з горобиною».

Член НСХУ з 1974 року, заслужений художник УРСР — 1988.